# Schlage doch, gewünschte Stunde
Schlage doch, gewünschte Stunde (in tedesco, "Suona, orsù, ora tanto attesa") BWV 53 è un'aria per contralto di Georg Melchior Hoffmann, erroneamente attribuita a Johann Sebastian Bach.

## Storia
L'aria funebre Schlage doch, gewünschte Stunde venne composta a Lipsia intorno al 1730. La data della prima esecuzione è sconosciuta. Erroneamente catalogata come BWV 53 nella lista delle composizioni di Johann Sebastian Bach, la paternità dell'opera è stata successivamente attribuita a Georg Melchior Hoffmann.

## Struttura
L'organico della composizione, molto ridotto, prevede soltanto contralto solista, violino I e II, viola, campanelle (per imitare il rintocco delle ore) e basso continuo ed è suddiviso in un solo movimento.